# باتريسيو روميرو
باتريسيو روميرو (بالإسبانية: Patricio Romero)‏ (24 مارس 1993 بالأرجنتين - ) هو لاعب كرة قدم أرجنتيني في مركز الدفاع.

## وصلات خارجية
- باتريسيو روميرو على موقع قاعدة بيانات كرة القدم.إي يو (الإنجليزية)
- باتريسيو روميرو على موقع Soccerway.com (الإنجليزية)